# Greg Berlanti
Gregory Berlanti, mer känd som Greg Berlanti, född 24 maj 1972 i Suffern, New York, är en amerikansk manusförfattare, filmproducent och regissör. Hans mest kända arbeten är bland annat Netflixserierna Riverdale och Chilling Adventures of Sabrina.
Berlanti är sedan 2017 gift med fotbollsspelaren Robbie Rogers.